# La Creu del Vent (Montmaneu)
La Creu del Vent és una muntanya de 800 metres que es troba entre els municipis de Montmaneu, a l'Anoia, i de Talavera, a la Segarra. Prop del seu cim s'hi troba el radar meteorològic de La Panadella, instal·lat l'any 2003 en un edifici de 40 metres d'alçada.